# Dotze homes sense pietat
|  | Per a altres significats, vegeu «12 Angry Men». |

Dotze homes sense pietat (títol original en anglès 12 Angry Men) és una pel·lícula de l'any 1957 dirigida per Sidney Lumet que va obtenir quatre nominacions als premis Oscar. Està basada en l'obra per a la televisió escrita per Reginald Rose.
La pel·lícula tracta sobre el judici d'un homicidi en el qual dotze homes han de deliberar sobre el futur d'un noi, dictaminant si és culpable o innocent de l'assassinat del seu pare.
Totes les proves apunten cap a la culpabilitat del noi, per això onze dels dotze membres del jurat opinen que és culpable però el membre número 8 del jurat té en compte diferents arguments que s'han citat en el judici i fa que sorgeixi el dubte sobre la culpabilitat del noi. D'aquesta manera a poc a poc el membre número 8 fa que els altres vagin canviant d'opinió i que aquests s'adonin d'altres factors que no havien estat analitzats en el judici.
En la pel·lícula s'observen diferents tipus de comportaments i de rols que va ocupant cada membre del jurat durant la trama fent-nos veure així característiques de la seva personalitat i com influeix la seva vida a l'hora de dictaminar la culpabilitat de l'acusat.

## Repartiment
- Henry Fonda: jurat núm. 8 / Mr Davis
- Martin Balsam: jurat núm. 1
- John Fiedler: jurat núm. 2
- Lee J. Cobb: jurat núm. 3
- E. G. Marshall: jurat núm. 4
- Jack Klugman: jurat núm. 5
- Ed Binns: jurat núm. 6
- Jack Warden: jurat núm. 7
- Joseph Sweeney: jurat núm. 9 / Mr McCardle
- Ed Begley: jurat núm. 10
- Jiri Voskovec: jurat núm. 11
- Robert Webber: jurat núm. 12
- John Savoca: l'acusat
- Rudy Bond: el jutge
- James Kelly: el guàrdia
- Billy Nelson: un empleat de la cort

## Aspectes a tenir en compte
En la pel·lícula es poden analitzar diferents aspectes. El primer d'ells és la diferència entre la presa de decisions públiques i privades. En una votació pública influx la pressió grupal que s'exerceix sobre la persona, ja que la gent tendeix a votar allò que recolza la majoria per por al rebuig o al que diran, com s'aprecia en la primera votació de la pel·lícula. No obstant això, en les votacions privades hi ha més llibertat a l'hora de prendre la decisió encara que segueix influint però en menor grau la pressió grupal, com es veu en la seqüència de la votació secreta.
Algunes de les pressions externes que sofreix el grup en la pel·lícula determinen la presa de decisions, com per exemple la calor -que incomoda la gent a l'hora de pensar-, la fam, el fum de la sala o les situacions personals de cada membre del jurat.
Un altre factor que cal tenir en compte és la influència de la proximitat i la simpatia en l'extensió de l'opinió minoritària i en la pel·lícula podem veure com aquests aspectes inciten a pensar igual que les persones que tens al costat o davant. El contacte visual adquireix gran importància a l'hora d'influir en les opinions dels altres. Aquesta influència es veu clarament pel que fa als llocs que ocupa cada membre del jurat en la taula.

## Premis i Nominacions

### Nominacions[2]
- Oscar a la millor pel·lícula (Henry Fonda, Reginald Rose)
- Oscar a la millor direcció (Sidney Lumet)
- Oscar al millor guió adaptat (Reginald Rose)

## Altres adaptacions

### Cinema
2006: 12 Razgnevannih Muzhschin de Nikita Mikhalkov

### Televisió
1997: Dotze homes sense pietat (títol original en anglès 12 Angry Men) de William Friedkin.

#### Repartiment
- Courtney B. Vance
- Ossie Davis
- George C. Scott
- Armin Mueller-Stahl
- Dorian Harewood
- James Gandolfini
- Tony Danza
- Jack Lemmon
- Hume Cronyn
- Mykelti Williamson
- Edward James Olmos
- William Petersen